# Dominique Sinsoilliez
Dominique Sinsoilliez (Talence, 20 giugno 1950) è un'ex cestista francese.

## Carriera
Con la Francia ha disputato i Campionati europei del 1974, segnando 4 punti in 4 partite.